# 나미비아의 주

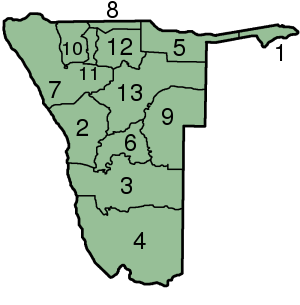
나미비아의 행정 구역

나미비아는 14개 주로 구성되어 있다.

## 행정 구역 목록
1. 잠베지 주
2. 에롱고 주
3. 하르다프 주
4. 카라스 주
5. 동카방고 주
6. 서카방고 주
7. 호마스 주
8. 쿠네네 주
9. 오항궤나 주
10. 오마헤케 주
11. 오무사티 주
12. 오샤나 주
13. 오시코토 주
14. 오초존주파 주

- 카방고 주는 2013년 8월을 기해 동카방고 주와 서카방고 주로 분리되면서 폐지됨.

## 같이 보기
- ISO 3166-2:NA